# Veidas
Veidas, «Вяйдас» («Лицо») — еженедельный литовский журнал, издается с 15 июня 1992. Публикует политические и экономические исследования. Составляет рейтинг самых богатых людей в Литве, «Менеджер года», рейтинги различных организаций (университеты, колледжи, школы, банки, магазины, страховые компании, муниципалитеты и т. д.). Публикует статистику и дискуссии. Описывает и анализирует события и явления недели, которые оказывают реальное влияние на жизнь страны и её граждан каждый день.

## Отрицание холокоста
В 2010 году историк Пятрас Станкерас, работающий в МВД Литвы, в «Вяйдас» опубликовал статью с отрицанием Холокоста. Он заявил, что Нюрнбергский процесс был «крупнейшим правовым фарсом в истории», который создал правовую базу для «легенды о якобы 6 миллионах убитых евреев». Это вызвало возмущение в Европе, послы семи стран выразили протест. Издатель и главный редактор журнала принесли извинения читателям за эту публикацию. Станкерас ушёл в отставку. Министр внутренних дел Раймундас Палайтис заявил, что мнение Станкераса не имеет ничего общего с позицией министерства. Несмотря на то, что отрицание Холокоста запрещено законом, никаких обвинений против Станкераса литовская прокуратура не выдвинула.

## Редакторы
- Валдас Василяускас — 1992—1996
- Россета Вингявичюте — 1996—1997
- Аурелиюс Каткевичюус — 1997—2000
- Людвикас Гадейкис — 2000—2007
- Гинтарас Сарафинас с 2007 по настоящее время

## Награды
В 2000 журнал получил премию имени Герда Буцериуса «Свободная пресса Восточной Европы».